# Мороз Геннадій Сергійович
Генна́дій Сергі́йович Моро́з (10 грудня 1936, с. Вербове Логойського р-ну Мінської обл., нині Білорусь) — вчений у галузі медицини, педагог, доктор медичних наук (1976), професор (1989).

## Життєпис
Закінчив Мінський медичний інститут (1960). 1960 року скерований на роботу у відомчу залізничну лікарню Міністерства шляхів сполучення. 1960—1963 — хірург-онколог у м. Вологда. 1962 року пройшов спеціалізацію з онкології в Запорізькому інституті вдосконалення лікарів. 1965 року — одружився. 1966 року — захистив кандидатську дисертацію в Дніпропетровську. 1976 року захистив докторську дисертацію на тему: «Злокачественные новообразования у лиц, подвергавшихся профессиональному облучению». 1967—1983 рр. молодший науковий співробітник, старший науковий співробітник Інституту біофізики Міністерства охорони здоров'я СРСР у м. Челябінськ (нині обидва — РФ). Від 1983 — в ТДМІ (нині ТДМУ): завідувач кафедри онкології, від 1994 — професор кафедри онкології, рентгенології та медичної радіології. Розробляє і впроваджує методи ранньої діагностики злоякісних пухлин (особливо радіоімунологічних) та лікування (лімфосорбція, гемосорбція) онкохворих.
Помер 02.03.2020, Тернопіль.

## Праці
Автор більше 170 наукових і навчально-методичних праць.